# 福嶋路
福嶋 路 （ふくしま みち、1969年 - ）は、日本の経営学者。東北大学大学院経済学研究科教授。日本ベンチャー学会会長。元宮城県参与。組織学会高宮賞等受賞。

## 人物・経歴
静岡県沼津市生まれ。1992年東北大学経済学部経営学科卒業。大滝精一ゼミ出身。1994年一橋大学大学院商学研究科修士課程修了。1997年一橋大学大学院商学研究科博士課程単位取得退学、東北大学大学院経済学研究科助教授。
2000年テキサス大学オースティン校レッドマコー・スクール・オブ・ビジネス及びIC2客員研究員。2004年宮城県参与。2010年日本ベンチャー学会清成忠男賞受賞。2011年東北大学博士（経営学）。2012年東北大学大学院経済学研究科教授。2013年日本ベンチャー学会清成忠男賞（著作部門）受賞。この間、宮城県総合計画審議会委員なども兼任。
2014年商工総合研究所中小企業研究奨励賞（経済部門）準賞、組織学会高宮賞（著作部門）、日本学術振興会科研費審査委員表彰受賞。2020年日本ベンチャー学会副会長。2021年仙台市中小企業活性化会議委員。2022年東京大学未来ビジョン研究センター客員研究員。2023年新エネルギー・産業技術総合開発機構監事。2024年日本ベンチャー学会会長。

## 著作
- 『大学発ベンチャー企業とクラスター戦略 : 日本はオースティンを作れるか』（西澤昭夫と共編著）学文社 2005年
- 『ソーシャル・ビジネスの経営学 : 社会を救う戦略と組織』（平田譲二編著, 平田光子, 李美順, 中村大作, 長田貴仁, 横山恵子と共著）中央経済社 2012年
- 『ハイテク・クラスターの形成とローカル・イニシアティブ : テキサス州オースティンの奇跡はなぜ起こったのか』東北大学出版会 2013年